# چرچیل آیلند
چرچیل آیلند (به انگلیسی: Churchill Island) یک منطقهٔ مسکونی در استرالیا است که در ویکتوریا (استرالیا) واقع شده‌است.